# Nicaragua i olympiska sommarspelen 1984
Nicaragua deltog i de olympiska sommarspelen 1984 med en trupp bestående av fem deltagare. Ingen av dessa erövrade någon medalj.